# The Woman Hater (film af Thanhouser)
The Woman Hater er en amerikansk stumfilm fra 1910.